# 乔治·戴森
乔治·戴森（George Dyson，1953年3月26日—）是一位美国作家和技术史学家，他曾出版過涉及技术演变的書籍。他的著作涉獵廣泛，主題涵蓋计算历史、算法和智能的发展、通信系统、太空探索和船舶设计等領域。